# Mayhem

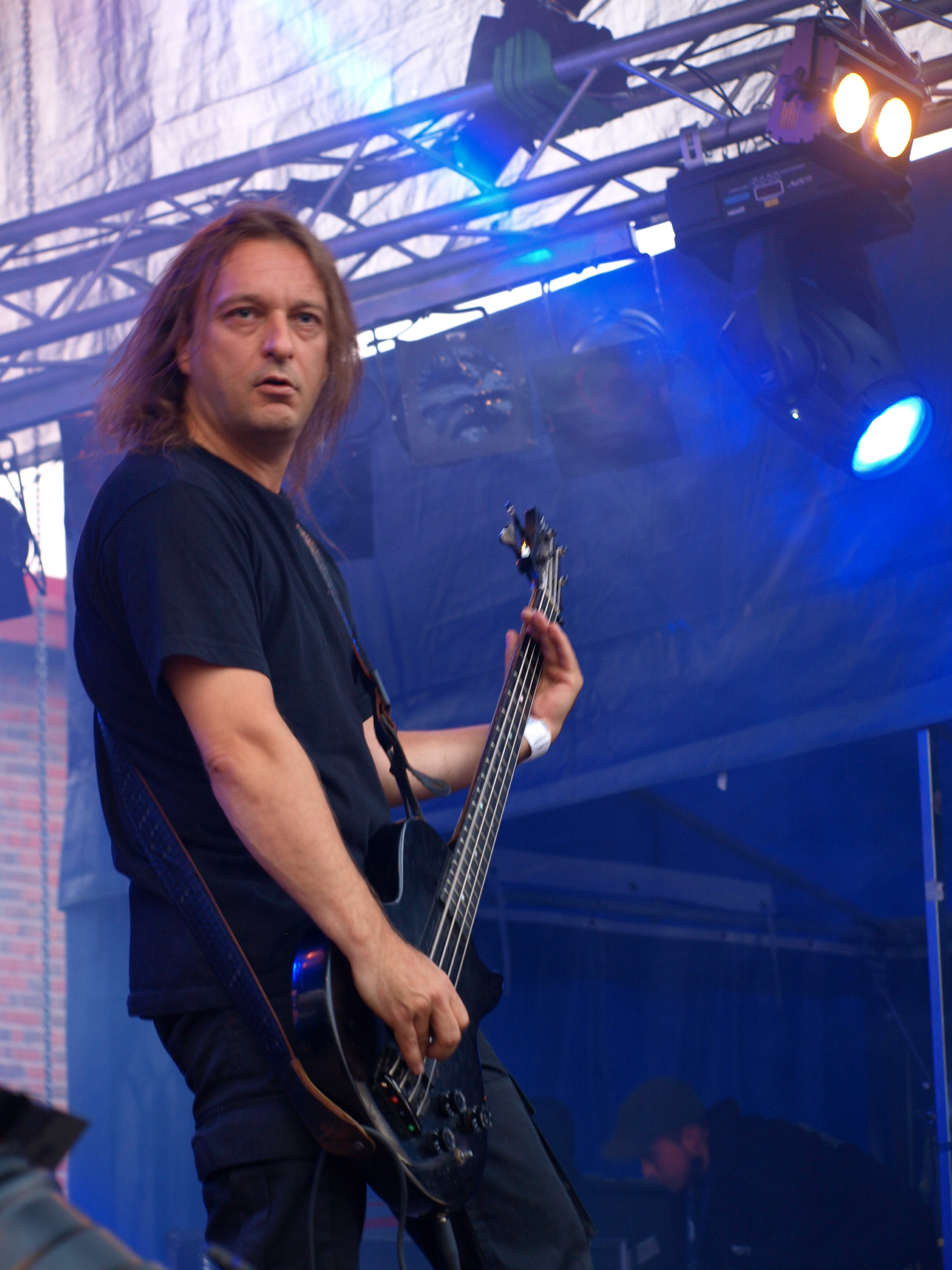
Necrobutcher (2008)

Mayhem ist eine norwegische Band, die den norwegischen und internationalen Black Metal in ihrer Phase bis 1994 erheblich beeinflusste.

## Geschichte

### 1984–1986: Anfänge
Die Band, deren Name auf Venoms Lied Mayhem with Mercy zurückgeht, wurde 1984 von Jørn „Necrobutcher“ Stubberud, Kjetil „‚Morbid‘ Manheim“ Manheim und Øystein Aarseth (der zunächst unter dem Pseudonym „Destructor“ firmierte und sich dann in „Euronymous“ umbenannte) in Langhus gegründet. Im Logo findet sich der Zusatz The True (engl. ‚die Wahren‘), da mehrere Bands mit dem Namen Mayhem existierten. Anfänglich spielte die Band Venom- und Metallica-Titel nach, bevor sie eigenes Material schrieb. Zunächst war die Band vor allem von Venom beeinflusst, darüber hinaus von Bathory, Hellhammer, Sodom und Destruction. Necrobutcher gibt als wichtigste Einflüsse Motörhead und Venom an. Mit dem Sänger Eirik „Messiah“ Nordheim gaben sie 1985 ihren ersten Live-Auftritt vor 400 Personen. 1986 nahmen sie das Demo Pure Fucking Armageddon auf, bei dem Euronymous und Necrobutcher sich den Gesang teilten. Ihre frühen Texte waren ausgesprochen gewaltverherrlichend, ähnlich den Splattertexten des Death Metal. Wie viele andere frühere Black-Metal-Veröffentlichungen waren auch ihre Demos gekennzeichnet von extrem schlechter Aufnahmequalität: Der Gesang auf Pure Fucking Armageddon war kaum zu hören, weshalb das englische Magazin Metal Forces davon ausging, es sei keiner aufgenommen worden.

### 1986–1987:Deathcrushund Besetzungswechsel
Messiah konnte sich mit Zielen der Band nicht identifizieren und verließ seine Mitmusiker. Euronymous und Necrobutcher nahmen daraufhin den Sänger Sven Erik „Maniac“ Kristiansen, der sich mit einem Demo seiner Ein-Mann-Band Septic Cunts beworben hatte, 1985 in die Band auf und produzierten ein weiteres Demo sowie eine EP namens Deathcrush, die 1987 mit einer Auflage von 1000 Kopien veröffentlicht und 1993 für Euronymous’ Plattenlabel Deathlike Silence Productions erneut aufgelegt wurde. Maniac veröffentlichte auf seinem eigenen Label ein halboffizielles Split-Demo mit Vomit. Die Band behielt ihren Stil bei, doch Euronymous’ Faszination für das Böse nahm immer deutlichere Züge an. Im Sommer 1988 verließen sowohl Manheim als auch Maniac die Band; Ersterer widmete sich stärker seiner Lebenspartnerin und seiner Arbeit bei einer Versicherungsfirma und wurde laut Euronymous eine „völlig normale Person“. Als Ersatz stiegen Torben Grue und Kittil Kittilsen von Vomit ein, stiegen aber nach kurzer Zeit wieder aus.

### 1988–1990: Dead
Kurze Zeit später wurden ihre Positionen von dem Schweden Per Yngve „Dead“ Ohlin besetzt, der zuvor bei der schwedischen Band Morbid gesungen hatte, und Jan Axel „Hellhammer“ Blomberg, dem Schlagzeuger von Mortem (später Arcturus), der sechs Monate später bei Mayhem einstieg. Wie sein Pseudonym andeutet, faszinierten Dead Themen wie Tod, Sterben und Dunkelheit. Er wurde sehr schnell für sein anormales Verhalten bekannt. Selbst Euronymous bezeichnete ihn als instabile und möglicherweise schizophrene Persönlichkeit. Er vergrub Kleidungsstücke für Monate, um bei Auftritten verfallene Lumpen tragen zu können. Dead nannte ebenso einen toten, verwesenden Raben in einem Plastikbeutel sein Eigen, denn er wollte vor jedem Lied „den Duft des Todes einatmen“. Privat praktizierte er „Hungerrituale“, und auf Bühnenshows schnitt er seine Arme auf. Mit den neuen Mitgliedern und insbesondere durch Deads Faszination für den Tod änderte sich die Atmosphäre der Musik maßgeblich. Die Texte der Band handelten nun weniger von Gore und Splatter als vielmehr von Satanismus, Dunkelheit, Depression und allgemein dem Bösen. Varg Vikernes äußerte sich später diesbezüglich:

“until 'Hellhammer' and 'Dead' joined the band in 1989 [sic!], MAYHEM was a shitty, "fun", Hobby-band. If you read the lyrics on their 'Deathcrush' album you'll know what I mean.”

„Bis Hellhammer und Dead sich der Band 1989 [sic!] anschlossen, war Mayhem eine beschissene ‚Spaß‘-Hobby-Band. Wenn man die Texte ihres Deathcrush-Albums liest, wird man verstehen, was ich meine.“

In dieser Aufstellung sollte die Band die Spitze ihres Ruhmes erlangen. Nach einigen Auftritten in Norwegen und zusammen mit Eminenz und Manos in Deutschland, wo am 26. November 1990 Live in Leipzig aufgenommen wurde, begannen Mayhem mit der Arbeit an ihrem ersten Studioalbum De Mysteriis Dom Sathanas.

### 1991–1993: Deads Suizid
Im Alter von 22 Jahren schnitt sich Dead am 8. April 1991 die Pulsadern längs auf und schoss sich anschließend mit einer Schrotflinte in den Kopf. Deads Leiche wurde von Euronymous in einem Hinterraum des Bandhauses mit den Abschiedsworten „Entschuldigt all das Blut“, und einem T-Shirt, auf dem „I ♥ Transylvania“ aufgedruckt war, gefunden. Mit einer Polaroidkamera fotografierte Euronymous die Szenerie, um Bildmaterial für spätere Mayhem-Veröffentlichungen zu erhalten. Eines der Fotos erschien 1995 auf dem Cover des bekannten Bootlegs The Dawn of the Black Hearts. Außerdem sammelte er Knochensplitter des Schädels und ließ Amulette für verschiedene Leute daraus fertigen. Er soll auch Teile von Deads Gehirn verspeist haben, dies wird jedoch in der Allgemeinheit als Gerücht angesehen. Euronymous’ Umgang mit Deads Suizid stieß auch intern auf Kritik. Der mit der Band befreundete Fanzine-Autor Metalion kommentierte den Suizid des Sängers mit: „Das ist so, wenn man den Tod verehrt – warum sollte man trauern, wenn Menschen sterben?“. Aus diesem Grund entschied sich Necrobutcher, die Band zu verlassen; ungefähr zu dieser Zeit wurde er außerdem Vater. Euronymous meinte später dazu, er sei eine „völlig normale Person“ geworden, die sich ihrer eigenen Familie widme und mit Death und Black Metal nichts mehr zu tun habe. Neuer Sänger wurde Stian „Occultus“ Johannsen von Abhorrent/Thyabhorrent, der jedoch nur kurz in der Band blieb.
Als Tribut für Dead wurde 1993 Live in Leipzig veröffentlicht. Im selben Jahr noch begannen die offiziellen Aufnahmen zu De Mysteriis Dom Sathanas. Attila Csihar von der ungarischen Band Tormentor steuerte den Gesang bei und Varg „Count Grishnackh“ Vikernes von Burzum spielte den Bass.

### 1993–1994: Euronymous’ Tod &De Mysteriis Dom Sathanas
Am frühen Morgen des 10. August 1993 wurde Euronymous von Vikernes ermordet. Als Motive werden eine anhaltende Streiterei um eine Geldsumme, Neid auf Aarseths bösen Ruf und ein Mädchen genannt. Vikernes bestreitet diese Darstellung und behauptet, stattdessen habe Euronymous Pläne gehegt, ihn zu sich zu locken, bewusstlos zu schlagen, aufs Land zu fahren und Vikernes dort an einen Baum zu binden und zu Tode zu foltern. Das Ganze habe er zur Unterhaltung auf Video aufnehmen wollen.
In der Nacht war Varg Vikernes von Bergen aus mit Snorre „Blackthorn“ Ruch von der Black-Metal-Band Thorns nach Oslo gefahren, um Euronymous umzubringen. Vikernes sagt dazu, er habe nur vorgehabt, ihm zu sagen, er solle sich aus seinem Leben fernhalten – Euronymous habe ihn jedoch überraschend angegriffen, und Vikernes habe nur schneller ein Messer in der Hand gehabt.
Laut der Autopsie erlitt das Opfer zwei Stiche in den Kopf, fünf in den Hals und 16 in den Rücken. Varg Vikernes wurde einige Zeit später gefasst und Anfang 1994 wegen Mordes zu 21 Jahren Haft verurteilt, 2009 wurde er auf Bewährung entlassen; Ruch wurde zu acht Jahren Haft verurteilt.
1994 erschien De Mysteriis Dom Sathanas mit einer Widmung an Euronymous. Das Erscheinen war von Angehörigen des ermordeten Gitarristen verzögert worden, da es die Bassspuren des Mörders Vikernes enthielt. Auf der endgültigen Veröffentlichung waren sie dennoch zu finden, entgegen den Gerüchten, sie seien später von Hellhammer erneut eingespielt worden.

### 1995–heute:Grand Declaration of War,Chimera,Ordo ad chaoundEsoteric Warfare

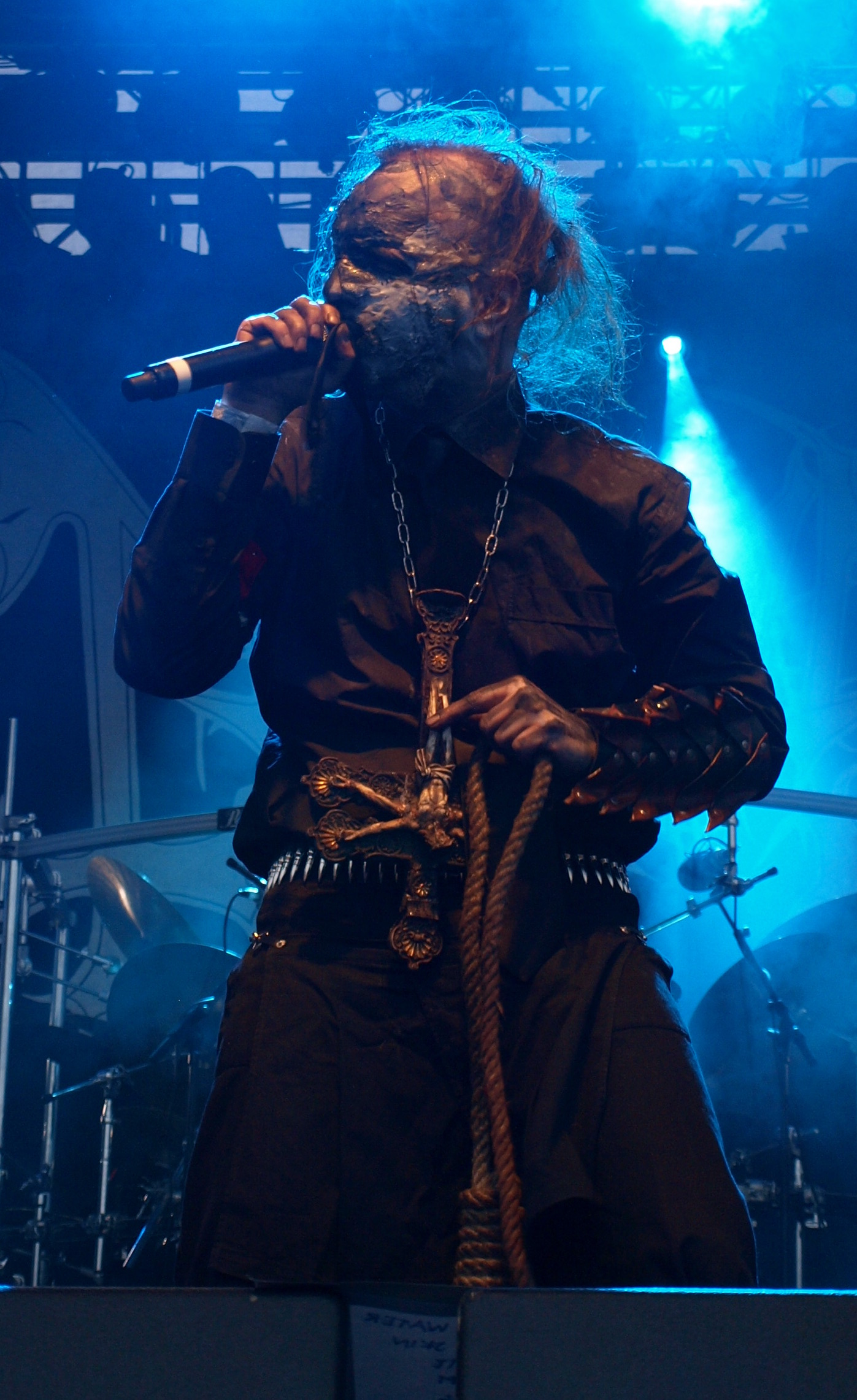
Attila Csihar (2008)

1995 reanimierte Hellhammer die Band zusammen mit Necrobutcher, Maniac und dem neuen Gitarristen Rune „Blasphemer“ Eriksen. In dieser Besetzung nahm die Band zunächst eine exklusive Version von Pagan Fears für die Kompilation Nordic Metal – A Tribute to Euronymous von Necropolis Records auf, im Jahr darauf das Celtic-Frost-Cover Visual Aggression für das Tributealbum In Memory of Celtic Frost. Außerdem veröffentlichte sie alte Aufnahmen mit Dead auf den Singles und EPs Out from the Dark und Freezing Moon.
Ihre erste eigene Veröffentlichung mit neuen Aufnahmen war 1997 eine EP namens Wolf’s Lair Abyss auf Misanthropy Records, wo auch einige Alben von Burzum, dem Projekt von Euronymous’ Mörder Vikernes, erschienen waren. Der EP folgten einige Live-Auftritte; das erste Konzert nach der Wiedervereinigung fand in Bischofswerda zusammen mit Eminenz und Marduk statt und wurde 1998 als Videokassette Live in Bischofswerda veröffentlicht; Necrobutcher zufolge war jedoch „[d]ie Soundqualität […] beschissen und wir waren nicht besonders gut drauf“, und auch Robert Müller vom Metal Hammer bezeichnete den Klang als „eine einzige Enttäuschung und […] auf dieser Aufnahme sogar noch schlechter […] als damals vor Ort“. Müller hatte auch den mit „50 Mark für drei Bands […] nie und nimmer gerechtfertigt[en]“ Eintrittspreis des Konzerts beklagt und begrüßt, „daß die Hälfte der vom Veranstalter erwarteten Fans stolz genug war, sich nicht abzocken zu lassen. Die haben allerdings ein wirklich gutes Konzert verpaßt. […] Eine einladende Dekoration aus blutigen Rinderschädeln bildete den Rahmen für die mit Spannung erwartete Mayhem-Performance. […] Maniac und Hellhammer erwiesen sich ihrer noms de guerre absolut würdig. Hellhammer trieb mit seinem extrem tighten und superschnellen Schlagzeugspiel die ersten Reihen in die Raserei. Maniac gebärdete sich dazu wie eine weniger feminine Version von Mr. Manson, simulierte Sexualverkehr mit den toten Tierköpfen und brachte sich beim letzten Song mit einem Messer tiefe Schnitte an Hals, Körper und Armen bei.“ Ein weiterer Auftritt fand in Mailand zusammen mit Csihar statt und wurde für das Live-Album Mediolanum capta est, das 1999 erschien, aufgenommen. Auf der England-Tournee spielte Alexander Nordgaren von Fleurety als Live-Gitarrist mit; er half auch im Proberaum aus, verließ die Band aber, als er nach England zog.
Diese zweite Phase der Band wird in der Szene zwiespältig betrachtet. Einige begrüßen diese „Reunion“ und sind froh, dass die Aufmerksamkeit nun mehr auf ihrer Musik liegt. Andere sehen in dieser neuen Band ein reines Kommerzprodukt; ihrer Meinung nach hätte die Band ohne Euronymous nicht fortgeführt werden sollen; dieser hatte selbst behauptet, Mayhem würde niemals kommerziell werden, und er würde die Band auflösen, sobald ihre Musik in den Mainstream einfließen würde. Zudem fiel der satanistische Hintergrund weg, Blomberg wies darauf hin, dass kein Mitglied der neuen Besetzung Satanist sei; deshalb wird der Band vorgeworfen, sich vom Black Metal abgewandt zu haben. Darüber hinaus half Hellhammer als Gastschlagzeuger bei der „Unblack-Metal“-Band Antestor aus, die aufgrund ihrer Ausrichtung im Widerspruch zu mehreren anderen Bands steht, in denen er Mitglied ist. Euronymous hatte elf Jahre zuvor angekündigt, die Black-Metal-Szene werde gegen die damals noch Crush Evil genannte Band vorgehen:

“BUT - when it comes to bands like Crush Evil, we must take serious action. It’s bad enough to have a couple of society bands, but a CHRISTIAN band is too much. But don't worry, we have plans. They will not continue for a very long time.”

„ABER – wenn es um Bands wie Crush Evil geht, müssen wir ernsthafte Maßnahmen ergreifen. Es ist schlimm genug, einige Gesellschaftsbands [gemeint sind Bands mit sozialem Bezug] zu haben, aber eine CHRISTLICHE Band ist zu viel. Aber keine Sorge, wir haben Pläne. Sie werden nicht mehr lange weitermachen.“

Wenngleich es auch nicht mehr zu gewaltsamen Aktionen wie einst kam, so werfen einige Aussagen wieder ein zwiespältiges Licht auf die Band. So ließ Hellhammer gegenüber dem Ablaze die Forderung verlautbaren, „daß Norwegen wieder ein ausländerfreies Land wird“. Er möge keine Ausländer, und die „Vermischung verschiedener Rassen“ erzeuge „lediglich Probleme“. Auch griff die Gruppe auf nationalsozialistische Symbolik zurück, etwa durch das Aufhängen von Hakenkreuzflaggen im Proberaum, die Verwendung von Hakenkreuz-Armbinden oder des Symbols der Partei Nasjonal Samling als T-Shirt-Motiv wie auch auf der Single Ancient Skin/Necrolust. Auch heute noch zeigt man keinerlei Trauer um verstorbene Bandmitglieder; so ließ Hellhammer im Skogen verlauten, dass Euronymous’ Tod weder für ihn persönlich noch die Band ein großer Verlust gewesen sei und er Vikernes immer gemocht und respektiert habe, und in einem anderen Interview, dass er den Tod von Euronymous und Dead begrüßen würde, da sie die Band in ihrer Entwicklung behindert hätten.
Das zweite Album Grand Declaration of War erschien 2000 als letzte Veröffentlichung des Labels Misanthropy Records. Das erste Riff auf diesem Album gleicht dem letzten auf der EP, mit der zusammen es ein Konzeptalbum bildet, welches von einer Kriegserklärung an das Christentum handelt und Szenarien seiner Vernichtung schildert. Die einen verehren es als einen Versuch, den Black Metal neu zu definieren, die anderen lehnen es aufgrund der avantgardistischen Elektronik-Elemente ab.
2001 wurde die Band durch ein Tributalbum mit dem Titel Originators of the Northern Darkness – A Tribute to Mayhem geehrt, auf dem Bands wie Immortal, Vader, Gorgoroth, Absu und Emperor Stücke der Band nachspielten. Außerdem veröffentlichte die Band die DVD European Legions: Live in Marseille 2000 und die Zusammenstellungen European Legions und U.S. Legions; beide enthalten Live-Aufnahmen (die Titellisten sind beinahe identisch) und Stücke aus der Vorproduktion zu Grand Declaration of War, „die in der Werbung vollmundig als ‚unpolierte und rohe Versionen, die euch eine Ahnung geben, wie GRAND DECLARATION OF WAR hätte klingen sollen‘ angepriesen werden“. Robert Müller merkte sarkastisch an: „Wurde ja echt Zeit, dass Mayhem mal wieder ein Live-Album rausbringen“ und bezeichnete die Aussage zu den Vorproduktionen als „eine Unverschämtheit. Offenbar ist bei unseren norwegischen Black Metal-Helden die Kohle so klamm oder die Gier so groß, dass sie im Zuge einer Veröffentlichungsflut, die uns in den letzten Monaten nur Schrott gebracht hat, jetzt noch ihren letzten annähernden Geniestreich kaputt reden müssen. Muss ich erwähnen, dass sich die epochale Vorabproduktion so furztrocken anhört, dass ich froh bin, dass damals beim Album noch ein Produzent seine Hände im Spiel hatte? Amüsant ist höchstens, dass Maniac auf den nicht gekreischten Teilen von ‚To Daimonion‘ wie Jello Biafra klingt. Und die Live-Songs? Ich sag’ nur: LIVE IN LEIPZIG, da weiß man wenigstens, warum der Sound scheiße ist...“ Mayhems Legendenstatus werde „mittlerweile nur noch durch ihre Geschäftstüchtigkeit übertroffen“.

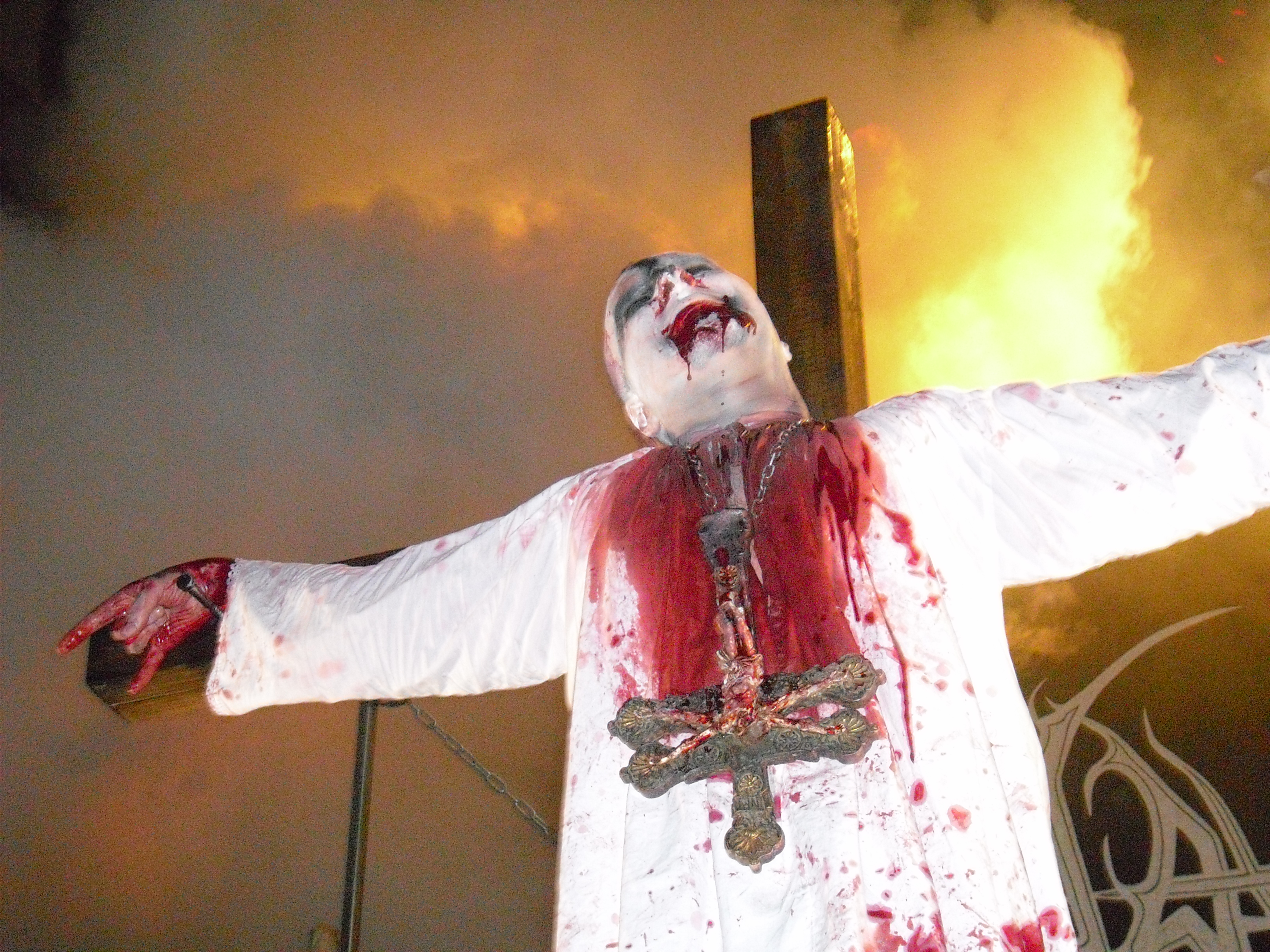
Attila Csihar als Papst auf dem Inferno Metal Festival Norway 2010

Drei Jahre später wurde das dritte Album Chimera veröffentlicht. Mayhem kehrten zu einem roheren und brutaleren Stil zurück, obgleich das Album einen hohen Produktionsstandard aufweist und die progressiven Songwriting-Tendenzen von Blasphemer zum Ausdruck kommen.
Im April 2007 erschien das Album Ordo Ad Chao. Der Titel ist eine Umkehrung vom Lateinischen Ordo ab chao und bedeutet in etwa ‚aus Ordnung wird Chaos‘. Das Album ist absichtlich klanglich dumpf und mit sehr starken Nachhall-Effekten abgemischt und hält sich wenig an bisherige Lied- oder Riffstrukturen.
2008 verließ Blasphemer die Band, um sich auf sein Projekt Ava Inferi zu konzentrieren; Live-Gitarrist wurde Morfeus von Ancient und Limbonic Art. Ende 2008 erschienen außerdem Life Eternal (ein roher und ursprünglicherer Mix einiger Titel des Debüts De Mysteriis Dom Sathanas) und die Dokumentation Pure Fucking Mayhem.
2009 kam Silmaeth von Vorkreist als zweiter Live-Gitarrist dazu. Im November wurden Mitglieder der Band in Tilburg, Holland, verhaftet, weil sie dort ein Hotelzimmer zerstört hatten.
2010 trat die Band auf dem Inferno Metal Festival auf, wobei der ehemalige Sänger Messiah den Gesang übernahm, als der als blutüberströmter „Lepra-Papst“ verkleidete Attila Csihar von mit Kapuzen verhüllten Männern auf der Bühne gekreuzigt wurde.
Am 6. Juni 2014 erschien in Europa das Album Esoteric Warfare, das von der Fangemeinde ob ihrer progressiven Elemente, die an Deathspell Omega teils erinnern, umstritten aufgenommen worden ist. Die erste Single davon, Psywar, erschien am 25. April 2014. 2019 erschien das Album Daemon, das sehr gute Bewertungen erhalten hat.
Im April 2021 erhielt die Band beim Musikpreis Spellemannprisen den Ehrenpreis.

## Diskografie

### Alben
- 1994: De Mysteriis Dom Sathanas
- 2000: Grand Declaration of War
- 2004: Chimera
- 2007: Ordo Ad Chao
- 2014: Esoteric Warfare
- 2019: Daemon
- 2021: Atavistic Black Disorder / Kommando

### Kompilationen
- 1999: Necrolust/Total Warfare (Split mit Zyklon-B)
- 2001: European Legions (Best-of)
- 2001: U.S. Legions (Best-of)
- 2002: Jihad/Freezing Moon (Split mit The Meads of Asphodel)
- 2002: The Studio Experience (Box)
- 2015: A Season in Blasphemy (Kompilation der drei Alben 2000–2007)
- 2016: The Analog Collection (MC-Box der Alben seit 2000)
- 2016: Sathanas/Luciferi (Split mit Watain)

### Livealben
- 1993: Live in Leipzig
- 1995: The Dawn of the Black Hearts
- 1999: Mediolanum capta est
- 2001: Live in Marseille 2000
- 2003: Legions of War
- 2016: Live in Zeitz
- 2016: De Mysteriis Dom Sathanas Alive
- 2023: Daemonic Rites[50]

### EPs
- 1987: Deathcrush (Selbstverlag, Wiederveröffentlichung 1993)
- 1996: Out From the Dark
- 1997: Wolf’s Lair Abyss
- 2008: Life Eternal

### Demos
- 1986: Pure Fucking Armageddon
- 1987: Deathrehearsal

### Singles
- 1996: Freezing Moon
- 1997: Ancient Skin/Necrolust
- 2014: Psywar
- 2019: Worthless Abominations Destroyed

### Beiträge für Sampler
- 1991: Carnage (und bei der CD-Version The Freezing Moon) auf Projections of a Stained Mind
- 1995: Pagan Fears auf Nordic Metal – A Tribute to Euronymous
- 1996: Visual Aggression auf  In Memory of Celtic Frost
- 1998: De Mysteriis Dom Sathanas (Proberaum-Aufnahme) auf A Tribute to Hell – Satanic Rites
- 2003: Cursed in Eternity und Freezing Moon (alternative Mixe) auf The Beast of Attila
- 2004: Anno Vempyr auf Apocalypse

### Videoalben
- 1998: Live in Bischofswerda
- 2001: European Legions: Live in Marseille 2000
- 2008: Pure Fucking Mayhem (Dokumentation)